# Syda
Syda (ros. Сыда) – rzeka w Rosji, w Kraju Krasnojarskim, prawy dopływ Jeniseju.
Długość rzeki wynosi 207 km. Powierzchnia dorzecza obejmuje 4450 km². Średni roczny przepływ wynosi 28 m³/s.
Wpada do rzeki Jenisej w odległości 2795 km od jej ujścia do Morza Karskiego.